# Emsworth (Pensilvania)
Emsworth es un borough ubicado en el condado de Allegheny, Pensilvania, Estados Unidos. Tiene una población estimada, a mediados de 2021, de 2487 habitantes.
Es parte del área metropolitana de Pittsburgh. 

## Geografía
La localidad está ubicada en las coordenadas 40°30′39″N 80°5′46″O / 40.51083, -80.09611 (40.510872, -80.096217).

## Demografía
Según la Oficina del Censo, en 2000 los ingresos medios de los hogares de la localidad eran de $39 028 y los ingresos medios de las familias eran de $50 333. Los hombres tenían ingresos medios por $39 702 frente a los $24 224 que percibían las mujeres. Los ingresos per cápita eran de $19 471. Alrededor del 5.4% de la población estaba por debajo del umbral de pobreza.
De acuerdo con la estimación 2016-2020 de la Oficina del Censo, los ingresos medios de los hogares de la localidad son de $53 289 y los ingresos medios de las familias son de $71 094. Alrededor del 10.6% de la población está por debajo del umbral de pobreza.